# Phoebe grandis
Phoebe grandis är en lagerväxtart som först beskrevs av Christian Gottfried Daniel Nees von Esenbeck, och fick sitt nu gällande namn av Elmer Drew Merrill. Phoebe grandis ingår i släktet Phoebe och familjen lagerväxter. Inga underarter finns listade i Catalogue of Life.